# Phyllonorycter pseudojezoniella
Phyllonorycter pseudojezoniella là một loài bướm đêm thuộc họ Gracillariidae. Nó được tìm thấy ở vùng Viễn Đông Nga.
Ấu trùng ăn Quercus mongolica và Quercus serrata. Chúng có thể ăn lá nơi chúng làm tổ.